# Haplacarus keralensis
Haplacarus keralensis är en kvalsterart som beskrevs av Haq, Mubarak och K. Ramani 1983. Haplacarus keralensis ingår i släktet Haplacarus och familjen Lohmanniidae. Inga underarter finns listade i Catalogue of Life.